# Gare de Harimachō
La gare de Harimachō (播磨町駅, Harimachō-eki) est une gare ferroviaire localisée dans le bourg de Harima, dans la préfecture de Hyōgo au Japon. La gare est exploitée par la compagnie Sanyo Electric Railway, sur la ligne principale Sanyo Electric Railway. Le numéro de la gare est SY 27.

## Situation ferroviaire
Établie à 8 mètres d'altitude, la gare de Harimachō est située au point kilométrique (PK) 29.9 de la ligne principale Sanyo Electric Railway.

## Histoire
C'est le 19 août 1923 que la gare est inaugurée sous le nom de Honjō. En 1991, la gare prend son nom actuel.
En 2013, la fréquentation journalière de la gare était de  2 518 personnes.
| 2010  | 2011  | 2012  | 2013  |
| 2 597 | 2 564 | 2 493 | 2 518 |

## Service des voyageurs

### Accueil
La gare dispose de billetterie automatique de réservation.

### Desserte
La gare de Harimachō est une gare disposant de deux quais et de deux voies.
| N° de voie | Ligne | Direction       |
| ---------- | ----- | --------------- |
| Côté nord  | Sanyō | Himeji - Aboshi |
| Côté sud   | Sanyō | Akashi - Ōsaka  |

### Intermodalité

#### Bus
Des bus de la compagnie Shinki Bus desservent la gare.

### Site d’intérêt
- Le sanctuaire shinto Ae-jinja
- Le musée archéologique de la préfecture de Hyogo
- Le parc du site archéologique d'Onaka